# Мадарский всадник
Мадарский всадник (болг. Мадарски конник) — археологический памятник, рельефное изображение всадника, высеченное на отвесной скале на высоте 23 м. Расположен в северо-восточной части Болгарии, около села Мадара. Внесён в список Всемирного наследия ЮНЕСКО в 1979 году.

## Памятник
Согласно общепринятой версии, памятник датирован приблизительно 710 годом н. э. и был создан во время правления булгарского хана Тервела. По одной из версий, на скале изображение самого хана.

## Надписи
Вокруг изображения всадника на скале высечено три надписи на византийском языке, содержащих важную информацию об этом периоде в истории Болгарии. Профессор Веселин Бешевлиев в своей книге «Протоболгары» указывает, что самая старая из надписей — работа Тервела, под руководством хана был создан и сам памятник. Авторство остальных надписей приписывают ханам Круму (796—814) и Омуртагу (814—831).

## Монеты
В 1981 году Мадарский всадник был отчеканен на медно-никелевой монете номиналом 2 лева. Монета входит в серию монет, посвященных 1300-летию Болгарии.
| Гурт    | Ребристый |
| Масса   | 11 грамм  |
| Диаметр | 30 мм     |
| Толщина | 2,2 мм    |